# 瀬尾栄太郎
瀬尾 栄太郎（せのお えいたろう、1881年（明治14年）9月 - 没年不詳）は、ロシアで活動した日本人実業家である。

## 経歴
徳島県阿波郡柿原村（柿島村、板野郡吉野町を経て現阿波市吉野町柿原）出身。日露戦争に従軍した。奉天の会社「松茂洋行」の支配人となり、ロシア内の鉄道線路南方で鉱物の試掘許可を受けて、試掘して成功し、本採掘を出願しているが、ロシア革命が起きると白軍であるグリゴリー・セミョーノフ軍の顧問となった。1926年、国際探訪通信社を立ち上げ、日本の機密費を受けて中国・ロシアの一般情報収集を行う。
1932年には、国体擁護連合会の常務実行委員となっている。1936年、二・二六事件の関係者となる。

## 談話
- 極東西比利の将来 (瀬尾栄太郎談)[要検証 – ノート][8]